# Nyugat-Mecsek Tájvédelmi Körzet

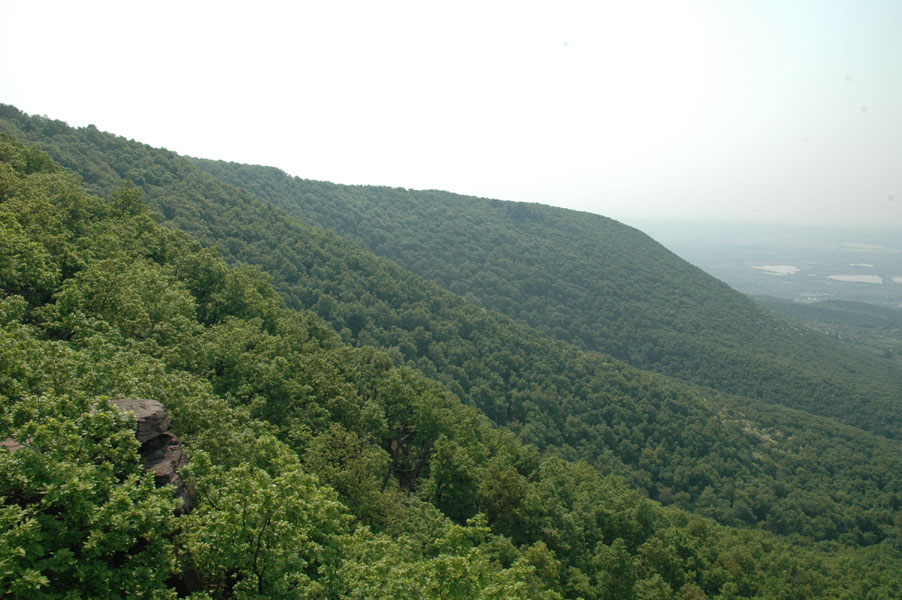
A Jakab-hegy látképe

Nyugat-Mecsek Tájvédelmi Körzet területe 10 316 hektár, amelyből 9625 hektár új védett természeti terület. A tájvédelmi körzet a Duna–Dráva Nemzeti Park Igazgatóság kezelésébe tartozik.

## Fekvése
A Nyugat-Mecsek Tájvédelmi Körzet Baranya vármegyében, Abaliget, Bakonya, Boda, Bükkösd, Cserkút, Hetvehely, Kővágószőlős, Kővágótöttös, Mánfa, Orfű és Pécs közigazgatási területén helyezkedik el.

## Jellemzői

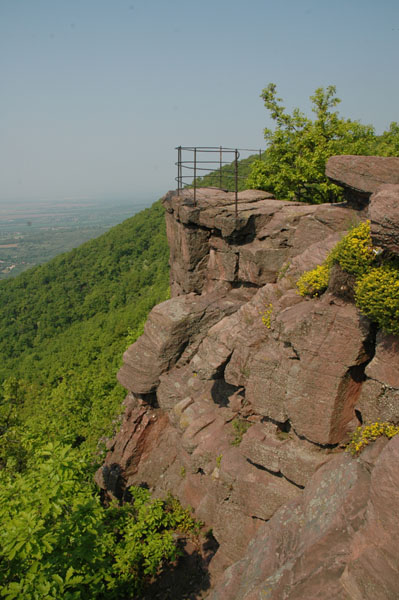
A Zsongor-kői kilátó

A 4/2009. (IV. 10.) KvVM rendelet kihirdetésével Nyugat-Mecsek Tájvédelmi Körzet néven új, nagy kiterjedésű védett természeti terület létesült 2009. április 25-én a Mecsekben. A tájvédelmi körzet területébe beolvadt négy, korábban védetté nyilvánított természetvédelmi terület: az Abaligeti-barlang felszíni védőterülete természetvédelmi terület, a Jakab-hegy természetvédelmi terület, a Meleg-mányi-völgy természetvédelmi terület és a Pintér-kert természetvédelmi terület. A védetté nyilvánítás, illetve a tájvédelmi körzet, valamint az erdőrezervátum létesítésének célja a Nyugat-Mecsek változatos geológiai értékeinek, a felszíni és felszín alatti karsztformáknak, az egyedülálló mecseki növénytársulásoknak, az itt élő védett növény- és állatfajoknak, a karsztvidék és környékének kultúrtörténeti és tájképi értékeinek hosszú távú megőrzése, valamint az erdőben zajló természetes folyamatok kutatásának, megfigyelésének, továbbá a természetközeli módon végzett erdőgazdálkodást megalapozó gyakorlati ismeretek megszerzésének elősegítése.

## Növény- és állatvilág

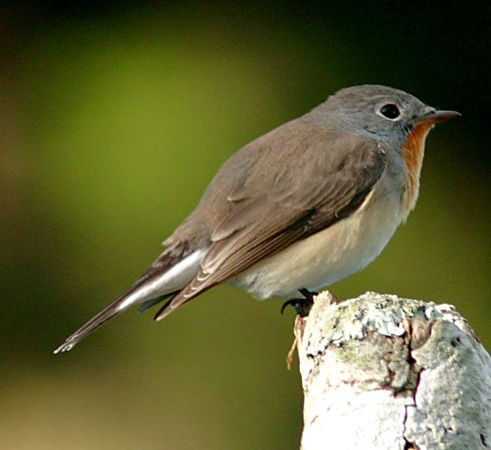
Kis légykapó

A terület flórája szubmediterrán hatás nyomait viseli magán, erre utalnak olyan, elterjedt védett növényfajok mint például a piritógyökér vagy a szúrós csodabogyó is. A meredek, száraz, déli oldalakon virágos kőrises-molyhos tölgyes bokorerdők, a tetőkön zömében illír gyertyános tölgyesek, míg az északi oldalakon és a hűvös völgyekben bükkösök a jellegzetes erdőtípusuk. A déli oldalakon kisebb sziklagyepfoltok, az északi hegylábnál nedves kaszálók fokozzák az élőhelyek változatosságát. Növénytani értékek közül kiemelhetünk több hazai orchideafajt (majomkosbor, szarvasbangó, méhbangó, bíboros sallangvirág), a pécsi zergevirágot vagy a havasi tisztesfüvet is. A világon csak itt található a pécsi zergervirág, a mecseki nőszőfű, a magyar vakcsiga és a mecseki őszitegzes.
Az állatvilág is számos, védett fajjal képviselteti magát. Az ízeltlábúak közül meg kell említeni a gyepterületekre jellemző magyar tarszát és a karsztvidék völgyeiben előforduló mecseki tegzest és sárgafoltos hegyiszitakötőt. A madárvilágra alapvetően a lomberdei fajok a jellemzőek, ritka és értékes képviselője a hegyi billegető és a kis légykapó, de a hegylábi kaszálókon erős populációja van a fokozottan védett harisnak is. Emlősfajok közül, köszönhetően a számos barlangnak, üregnek kiemelkedően sok denevérfajjal találkozhatunk, mint például a csonkafülű denevér, kis- és nagy patkósdenevér. A denevérek életét Abaligeten egy tematikus kiállítás is bemutatja. (Denevérmúzeum)